# Reginella furcata
Reginella furcata är en mossdjursart som först beskrevs av Walter Douglas Hincks 1882.  Reginella furcata ingår i släktet Reginella och familjen Cribrilinidae. Inga underarter finns listade i Catalogue of Life.